# Haralambie Alexa
Haralambie Alexa (n. 8 februarie 1930, Oroftiana, România – d. 4 decembrie 2007, București, România) a fost un comunist român. În perioada 1979–1987,  a fost membru al Comitetului Central al Partidului Comunist Român dar a fost exclus pentru abateri grave de la disciplina de partid, pentru nesocotirea și încălcarea legilor țării. Alexa Haralambie a fost deputat în Marea Adunare Națională în legislaturile 1965–1969 și 1980–1985.
În anii 1970 a fost instructor la C.C. al P.C.R.
Alexa Haralambie a fost Președintele Comitetului Sportiv Olimpic Român între anii 1984-1987. În aceeași perioadă a ocupat funcția de Ministru al Sportului. În anul 1986, a primit din partea Comitetului Olimpic Internațional distincția Ordinul Olimpic de argint.  Arhivat în 6 ianuarie 2022, la Wayback Machine.

## Distincții
Haralambie Alexa  a fost distins cu următoarele decorații:
- Medalia „Muncii“ (1965);
- „Ordinul Muncii” clasa a III-a (1965);
- Medalia „În cinstea încheierii colectivizării agriculturii” (1965);
- Medalia „A 20-a aniversare a eliberării patriei de sub jugul fascist” (1965).
- Ordinul Tudor Vladimirescu clasa a IV-a (20 aprilie 1971) „pentru merite deosebite în opera de construire a socialismului, cu prilejul aniversării a 50 de ani de la constituirea Partidului Comunist Român”[4]

## Vezi și
- Lista membrilor Comitetului Central al Partidului Comunist Român